# Beyond Outrage
Beyond Outrage (アウトレイジ ビヨンド, Autoreiji Biyondo), en català: Més enllà de l'ultratge i també coneguda com a Outrage 2, és una pel·lícula japonesa de yakuza del 2012. Està dirigida, escrita, muntada i protagonitzada per Takeshi Kitano i és la seqüela d' Outrage, obra també de Kitano del 2010.
Beyond Outrage va estrenar-se el 2 de setembre de 2012 durant el 69è Festival Internacional de Cinema de Venècia inclosa dins de les pel·lícules en competició.

## Trama
La pel·lícula comença amb dos detectius anti-corrupció que observen la descoberta de cossos morts a un cotxe recuperat del fons d'un port. Els detectius sospiten que els cossos ofegats estan relacionats a la guerra de clans i la lluita del sindicat criminal, el qual governa una gran part del Japó oriental. El nou líder de la Yakuza del Sanno-kai, Kato (Tomokazu Miura), ha de refermar la seva posició davant del rival contrari Hanabishi-kai del Japó occidental. Otomo (Beat Takeshi), un anterior Yakuza, està complint pena a una presó de seguretat màxima després de caure fora dels favor amb Sekiuchi, l'anterior líder de la Yakuza abans que Kato l'assassinés i agafés el control.
El cap de la policia vol derrotar la Yakuza i sospita que Kato ha esdevingut massa fort i influent i decideix escurçar a Otomo l'estada a la presó sabent que intentarà derrocar el clan Sanno.

## Càsting
| - Takeshi Kitano (Beat Takeshi) com a Otomo - Tomokazu Miura com a Kato - Ryo Kase com a Ishihara - Fumiyo Kohinata com a Detectiu Kataoka - Yutaka Matsushige com a Detectiu Shigeta - Toshiyuki Nishida com a Nishino - Sansei Shiomi com a Nakata | - Shigeru Kōyama com a Fuse - Katsunori Takahashi com a Jo - Akira Nakao com a Tomita - Tetsushi Tanaka com a Funaki - Ken Mitsuishi com a Gomi - Tatsuo Nadaka com a Shiroyama - Shun Sugata com a Okamoto | - Hideo Nakano com a Kimura - Hirofumi Arai com a Ono - Kenta Kiritani com a Shima - Tokio Kaneda com a Coreà - Hakuryu com a guardaespatlles del coreà |

## Banda sonora
Takeshi Kitano torna a treballar amb Keiichi Suzuki, compositor japonès amb qui ja va treballar a Outrage i Zatōichi per fer la banda sonora, sent doncs aquesta la seva tercera col·laboració cinematogràfica.

## Crítica
Gabe Toro de IndieWire va donar a Beyond Outrage una "A-" de valoració. Justin Chang de Variety va descriure la pel·lícula com "una trampa mortal a càmera lenta (...)" mentre que Otomo (Beat Takeshi) és "la figura més memorable, un dimoni de la mort (...), escena final perfecta".
Kinema Junpo situa Beyond Outrage al número 3 de les seves "10 millors pel·lícules japoneses del 2012", mentre que apareix al número 36 del rànquing del Film Comment's de les "50 millors pel·lícules no distribuïdes del 2012".

## Seqüela / Trilogia
Al setembre del 2012, Takeshi Kitano va dir que els productors volien fer la tercera pel·lícula d'Outrage. El 30 juny de 2013, Box Office Mojo va informar d'uns ingressos totals d'Outrage de 8,383,891 milions de dòlars d'ingressos totals a nivell mundial. El 28 juliol de 2013, Beyond Outrage va tenir el doble d'ingressos, arribant als 16,995,152 milions de dòlars.